# Cyclamen alpinum
Cyclamen alpinum là một loài thực vật có hoa trong họ Anh thảo. Loài này được Dammann ex Spreng. mô tả khoa học đầu tiên năm 1892.

## Hình ảnh

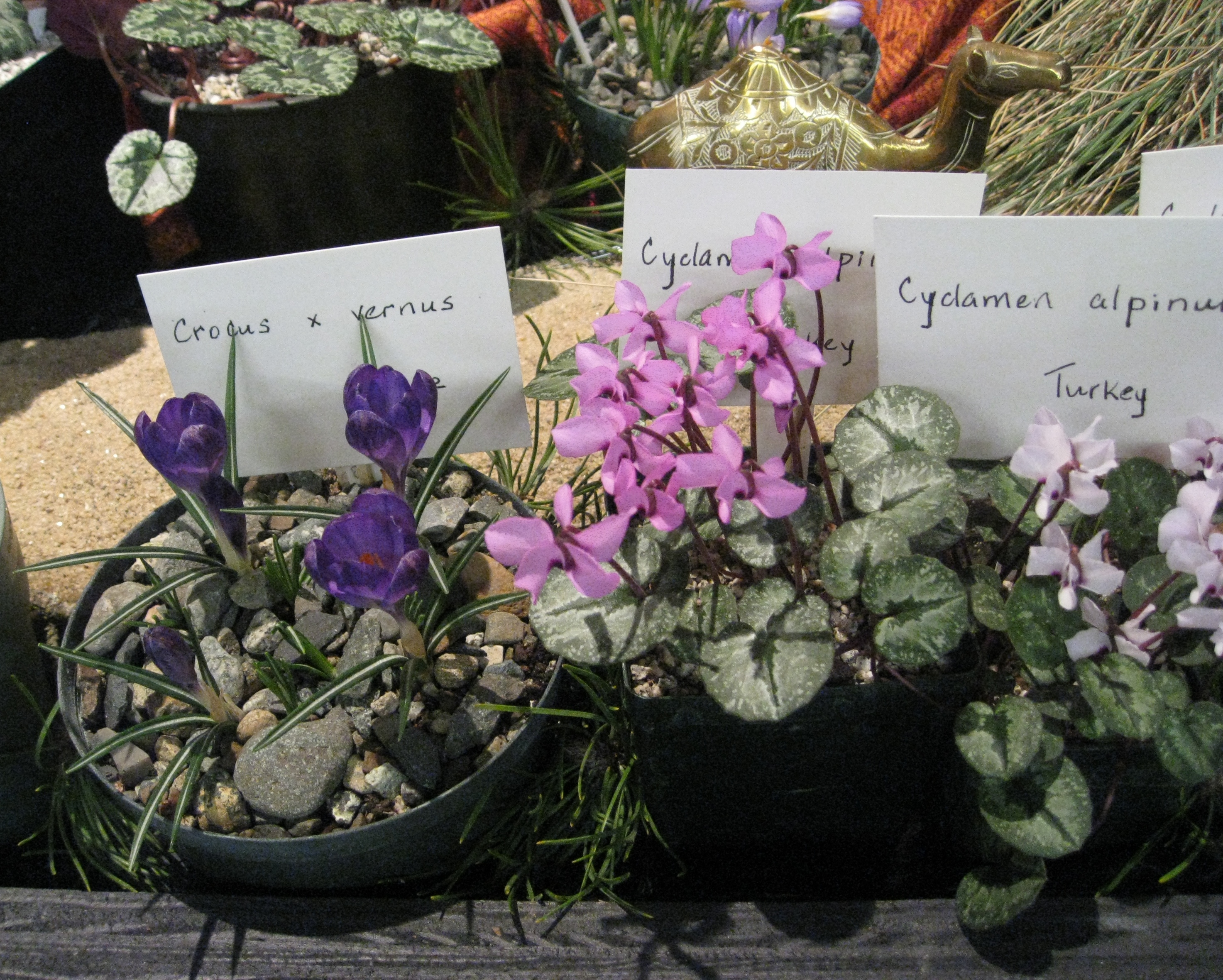